# Ћехићи
Ћехићи је насељено место у Босни и Херцеговини у граду Цазину. Административно припада Федерацији Босне и Херцеговине, односно њеном Унско-санском кантону. Према попису становништва из 2013. у насељу је било 741 становника, а већинску популацију чинили су Бошњаци.

## Становништво
По последњем службеном попису становништва из 2013. године у овом насељу живело је 741 становника, а село је било етнички хомогено са већинском бошњачком популацијом.
| Националност | 2013. | 1991.        | 1981.        | 1971.        |
| Бошњаци      | —     | 817 (99,51%) | 656 (94,25%) | 543 (98,73%) |
| Хрвати       | —     | 0            | 0            | 1 (0,18%)    |
| Срби         | —     | 1 (0,12%)    | 0            | 0            |
| Југословени  | —     | 0            | 38 (5,46%)   | 4 (0,73%)    |
| Мађари       | —     | 0            | 1 (0,14%)    | 0            |
| остали       | —     | 3 (0,36%)    | 1 (0,14%)    | 2 (0,36%)    |
| Укупно       | 741   | 821          | 696          | 550          |